# Iced Earth
Iced Earth is een Amerikaanse heavy-metalband die thrashmetal-, powermetal- en traditionele heavy-metalelementen combineert. Qua geluid balanceren ze tussen strakke ritmes en stuwende gitaren met daarboven een harmonische stem aangevuld met luide 'screams'. De band bestaat sinds 1984.

## Biografie
De centrale figuur van Iced Earth is ritmegitarist en songschrijver Jon Schaffer. Jon stichtte in 1984 de band Purgatory, toen deze groep uitweek van Indiana naar Florida veranderde de naam in Iced Earth. De "Enter the Realm"-demo die kort daarna uitkwam was sterk genoeg om een eerste full-cd uit te brengen, "Iced Earth".
Sinds het prille begin is de bezetting van Iced Earth al herhaaldelijk gewijzigd, grotendeels te wijten aan de autoritaire Schaffer.
Schaffer maakt ook deel uit van "Demons & Wizards", een muziekproject dat hij samen met Hansi Kürsch van "Blind Guardian" uit de grond stampte.
Wat de meeste fans het meeste betreuren, is het feit dat voormalig zanger Matthew Barlow de groep verliet. Barlow was een uitmuntend zanger die zowel agressiviteit, hoge helderheid als gevoeligheid en melancholie in zijn stem kon leggen. Dit kwam zeer duidelijk tot uiting in Alive in Athens, een live-album in drie delen die geldt als een van de beste live-platen ooit. Na de aanslagen in de VS op 11 september 2001, verliet hij de band om iets te doen voor de gemeenschap. Hij werd politieagent. Hij werd opgevolgd door Tim 'Ripper' Owens, de zanger die Judas Priest uit de brand hielp op Jugulator en Demolition nadat Rob Halford de groep verlaten had voor een solocarrière. In 2007 werd aangekondigd dat Matthew Barlow terug bij de groep gevoegd is.
In maart 2008 werd de verschijningsdatum van de nieuwe single I Walk Among You bekendgemaakt; in Nederland kwam deze uit op 16 juni 2008.
De single bevat drie nummers van het laatste album Framing Armageddon: Something Wicked Part 1, opnieuw opgenomen en ingezongen door Matthew Barlow, en één
nieuw nummer dat alleen via iTunes te verkrijgen was maar ook zou verschijnen op de volgende full-lengthplaat The Crucible of Man: Something Wicked Part 2, die in het najaar van 2008 in de winkels lag.
Ook zou Iced Earth in 2008 weer gaan toeren, bijvoorbeeld langs festivals als Graspop en Chicago Powerfest. Aan het einde van deze tourneecyclus stopte Barlow weer met zingen voor Iced Earth en werd hij vervangen door Stu Block.

## Schaffer betrokken bij bestorming Capitool
Op 6 januari 2021 was Jon Schaffer een van de Trump-supporters die het Capitool bestormden. Jon bestormde niet alleen de trappen maar wist ook als een van de eersten binnen te komen. Hij werd diverse malen gefotografeerd terwijl hij binnen liep. Voor de demonstratie voorspelde hij al dat er geweld gebruikt zou worden. Daarbij sprak hij uit: Er zijn veel van ons bereid om geweld te gebruiken. Er zal veel bloed worden vergoten, als het erop aankomt. Niemand wil dit, maar ze duwen ons naar een punt waarop we geen keus meer hebben. De band reageerde aanvankelijk niet op de reacties van fans. Vier dagen na het incident reageerden de overige bandleden en namen daarbij afstand van de rellen. Dit met de hoop dat de betrokkenen voor de rechter moeten komen. Schaffer bleef een tijd voortvluchtig tot hij zichzelf op 17 januari van 2021 in zijn woonplaats Columbus  aangaf bij de politie. Tegen Schaffer zijn zes aanklachten geformuleerd. Op 16 april van 2021 legt hij als eerste van de bestormers een bekentenis af. Hij heeft met de aanklager een akkoord bereikt dat er een eis van vier jaar gevangenis zal worden voorgelegd. In ruil daarvoor moet Schaffer getuigen tegen andere bestormers.

## Discografie

### Albums
| Album met eventuele hitnotering(en) in de Nederlandse Album Top 100 | Datum van verschijnen | Datum van binnenkomst | Hoogste positie | Aantal weken | Opmerkingen   |
| ------------------------------------------------------------------- | --------------------- | --------------------- | --------------- | ------------ | ------------- |
| Enter the realm                                                     | 12-04-1989            | -                     |                 |              | ep            |
| Iced Earth                                                          | 1990                  | -                     |                 |              |               |
| Night of the stormrider                                             | 1991                  | -                     |                 |              |               |
| Burnt offerings                                                     | 18-04-1995            | -                     |                 |              |               |
| The dark saga                                                       | 20-05-1996            | -                     |                 |              |               |
| Days of purgatory                                                   | 06-06-1997            | -                     |                 |              | Verzamelalbum |
| Something wicked this way comes                                     | 07-07-1998            | -                     |                 |              |               |
| The melancholy e.p.                                                 | 19-04-1999            | -                     |                 |              | ep            |
| Alive in Athens                                                     | 19-09-1999            | -                     |                 |              | Livealbum     |
| Horror show                                                         | 26-06-2001            | -                     |                 |              |               |
| Festivals of the wicked                                             | 12-07-2001            | -                     |                 |              | Livealbum     |
| Dark Genesis                                                        | 26-11-2001            | -                     |                 |              | Box set       |
| Tribute to the Gods                                                 | 16-10-2002            | -                     |                 |              |               |
| The glorious burden                                                 | 12-01-2004            | 31-01-2004            | 87              | 2            |               |
| The blessed and the damned                                          | 26-07-2004            | -                     |                 |              | Verzamelalbum |
| Framing armageddon: Something wicked part 1                         | 11-09-2007            | 15-09-2007            | 60              | 2            |               |
| Slave to the dark                                                   | 22-02-2008            | -                     |                 |              | Box set       |
| The crucible of man: Something wicked part 2                        | 09-09-2008            | 13-09-2008            | 63              | 2            |               |
| Box of the wicked                                                   | 26-04-2010            | -                     |                 |              | Box set       |
| Dystopia                                                            | 14-10-2011            | 22-10-2011            | 85              | 1            |               |
| Plagues of Babylon                                                  | 2014                  |                       |                 |              |               |
| Incorruptible                                                       | 2017                  |                       |                 |              |               |

| Album met hitnotering(en) in de Vlaamse Ultratop 200 albums | Datum van verschijnen | Datum van binnenkomst | Hoogste positie | Aantal weken | Opmerkingen |
| ----------------------------------------------------------- | --------------------- | --------------------- | --------------- | ------------ | ----------- |
| Dystopia                                                    | 2011                  | 22-10-2011            | 61              | 3            |             |

### Singles
| Single met eventuele hitnotering(en) in de Nederlandse Top 40 | Datum van verschijnen | Datum van binnenkomst | Hoogste positie | Aantal weken | Opmerkingen |
| ------------------------------------------------------------- | --------------------- | --------------------- | --------------- | ------------ | ----------- |
| The reckoning                                                 | 07-10-2003            | -                     |                 |              |             |
| Overture of the wicked                                        | 04-06-2007            | -                     |                 |              |             |
| I walk among you                                              | 2008                  | -                     |                 |              |             |
| Dante's inferno                                               | 2011                  | -                     |                 |              |             |

### Dvd's
| Dvd's met hitnoteringen in de Nederlandse Music Top 30 | Datum van verschijnen | Datum van binnenkomst | Hoogste positie | Aantal weken | Opmerkingen |
| ------------------------------------------------------ | --------------------- | --------------------- | --------------- | ------------ | ----------- |
| Gettysburg                                             | 2005                  | -                     |                 |              |             |
| Alive in Athens                                        | 2006                  | -                     |                 |              |             |
| Live in Ancient Kourion                                | 2013                  | 20-04-2013            | 9               | 1            |             |

## Bandleden

### Huidige bandleden
- Jon Schaffer - slaggitaar, leadgitaar & achtergrondzang (1984-)
- Stu Block - leadzanger (2011-2021)
- Brent Smedley - drums (2015-...)
- Jake Dreyer - leadgitaar (2016-)
- Luke Appleton - basgitaar (2012-2021)

### Voormalige bandleden
- Gene Adam - zang (1985-1991)
- John Greely - zang (1991-1992)
- Tim "Ripper" Owens - zang (2003-2007)
- Matt Barlow - leadzanger, achtergrondzang (1994–2003, 2007–2011)
- Bill Owens - leadgitaar (1985-1987)
- Randall Shawver - leadgitaar (1988-1998)
- Larry Tarnowski - leadgitaar (1998-2003)
- Ralph Santolla - leadgitaar (2003-2004)
- Troy Steele - leadgitaar (2007-2016)
- Richard Bateman - basgitaar (1985-1986)
- Dave Abell - basgitaar (1987-1996)
- Keith Menser - basgitaar (1996)
- Steve DiGiorgio - basgitaar (2000-2001) (studio)
- James MacDonough - basgitaar (1996-2000, 2001-2004)
- Greg Seymour - drums (1984-1989)
- Mike McGill - drums (1989-1991)
- Rick Secchiari - drums (1991-1992)
- Rodney Beasley - drums (1992-1995)
- Mark Prator - drums (1995, 1998) (studio)
- Brent Smedley - drums (1996-1999, 2006-2013)
- Richard Christy - drums (2000-2004)
- Jon Dette - drums (2013-2015)